# Галътин (окръг, Кентъки)
Окръг Галътин (на английски: Gallatin County) е окръг в щата Кентъки, Съединени американски щати. Площта му е 272 km², а населението - 7870 души (2000). Административен център е град Уорсо.